# Isotricha intestinalis
Isotricha intestinalis is een eencellige trilhaardiertje dat voorkomt in het maag-darmstelsel van herkauwers. De gemiddelde grootte van I. intestinalis is 60 bij 110 µm. De cilia of trilharen lopen in rijen evenwijdig aan de lengte as van het lichaam. Het vestibulum of de mond bevindt zich aan de zijde van de cel tussen halverwege het midden en het einde van de zijde. In 1995 werd in de pens van een Kleine kantjil (Tragulus kanchil), een herkauwer uit Indochina een op I. Intestinalis lijkend trilhaardiertje gevonden. Dat trilhaardiertje I. jalaludinii is korter dan I. intestinalis, en het vestibulum of mond is dichter bij de korter zijde gesitueerd en heeft een andere vorm dan die van I. intestinalis.